# Valse-Caprice
Ne doit pas être confondu avec Valses-Caprices.
Valse-Caprice, op. 10 est une valse pour piano, composée par Louis Aubert en 1902.

## Présentation
Selon Guy Sacre, cette valse composée par Louis Aubert en 1902 est une œuvre de « dandy jetant des feux au piano » (en la majeur) « joliment frivoles », qui « ne joue point à rivaliser avec la virtuosité à tire-d'aile des Valses-Caprices de son maître Fauré : c'est moins l'exubérance d'une vraie danse que le frémissement d'un songe ». La pièce se rapproche, par son « intense musicalité », de l'œuvre de Reynaldo Hahn.
En 1987, Aubert est absent du Guide de la musique de piano réalisé sous la direction de François-René Tranchefort. Son œuvre est progressivement redécouverte au début du XXIe siècle.

## Analyse
Vladimir Jankélévitch relève la filiation fauréenne de l'œuvre de Louis Aubert : « je ne sais quoi d'évasif transparaît à travers l'élégance et le brio de la Valse-Caprice, op. 10 et plus encore à travers les feintes, les frottements, les résolutions exceptionnelles des Deux pièces en forme de mazurka, op. 12 ».

## Discographie
- Cristina Ariagno — Louis Aubert, Piano Works, Brilliant Classics 9064, 2009.